# John Tuder
John Tuder (fl. XV secolo) è stato un compositore inglese attivo nel XV secolo.

## Biografia
Molto poco si conosce su di lui se non alcune sue opere contenute nei manoscritti Pepys e Ritson. In dette raccolte figurano un Gloria laus et honor a tre voci e delle Lamentations scritte in stile monofonico.